# ハンナ・グレース
ハンナ・グレース（Hannah Grace）は、日本を活動拠点とするアメリカ合衆国国籍の女優、ナレーター。

## 人物
小学生時代から、聖歌隊や学校のクラブ活動で演劇や歌唱を習得。16歳のころ、ミュージカル女優としてプロデビューをする。
大学を卒業した2011年に来日。2014年に、日本人の男性と婚約したことが報告され、また報道時点の年齢が27歳であることも判明した。
在日外人劇団「東京インターナショナルプレーヤーズ」の劇団員でもある。

## 主な出演
- 花子とアン　修和女学校教諭・スコット役
- おとなの基礎英語　ネーティブスピーカー
- プレキソ英語　ナレーション
- 英会話タイムトライアル（2014年10月〜12月）※ジェニーさんの産休中の代理出演。
- 入門ビジネス英語（2015年4月〜9月）パートナー
- 歴史秘話ヒストリア 「挑戦！80日間世界一周」「決着！80日間世界一周」　 エリザベス・ビスランド役（2016年11月4日、11日）
- 高校生からはじめる「現代英語」（2017年4月～）講師
- 中高生の基礎英語 in English（2023年4月～）パートナー
- リーディング エドガー・ケイシーが遺した人類の道筋 [2]（2018年2月23日公開、OFFICE TETSU SHIRATORI） - グラディス・ディビス 役
- 西郷どん (NHK大河ドラマ)（2018年）
- The Benza（2019年）
- Benza English（2020年）
- ウルトラギャラクシーファイト 大いなる陰謀 英語版（2020年、ユリアンの声、ウルトラウーマンマリー〈ウルトラの母〉の声[3]）
- 舞妓さんちのまかないさん（2021年2月25日～ ）NHK-WORLD JAPAN版ナレーション[4] ※NHK Eテレ版ナレーション担当は大原さやか。